# Ambrose Mandvulo Dlamini
Ambrose Mandvulo Dlamini (5 de março de 1968 – 13 de dezembro de 2020) foi um político, empresário e o 10.º primeiro-ministro do Reino de Essuatíni, de 27 de outubro de 2018 até a sua morte em 13 de dezembro de 2020. Antes de sua nomeação, foi CEO do Grupo MTN.
O sobrenome Dlamini vem do suazi Mbekelweni eNhlanhleni. Seu avô, Príncipe Malunge, foi tio do Rei Sobhuza II. Ele é filho do Chefe Mandvulo. Dlamini graduou-se na Universidade de Essuatíni e obteve MBA na Universidade Hampton. Trabalhou em vários bancos, como o Standard Bank, alcançando posições de gerência. Tornou-se CEO da Nedbank (2003-2010) e da empresa de telecomunicação MTN (2010-2018).
No dia 27 de outubro de 2018, o Rei Mswati III anunciou em uma reunião no Kraal Real em Lobamba que Dlamini seria o próximo primeiro-ministro, sucedendo Barnabas Sibusiso Dlamini, que havia morrido no mês anterior, após as eleições de 2018. Dlamini não tem experiência no funcionalismo público.

## Morte
Dlamini testou positivo para COVID-19 em 16 de novembro de 2020 e foi internado. Foi transferido para um hospital da África do Sul, no início de dezembro, quando se dizia estar em condição estável e respondendo ao tratamento. Morreu em 13 de dezembro de 2020, aos 52 anos, dessa doença.